# Dietrich Bonhoeffer
 (janvier 2025).
Pour les articles homonymes, voir Bonhoeffer (homonymie).
Dietrich Bonhoeffer (/ˈdiːtrɪç ˈboːnhœfɐ/), né le 4 février 1906 à Breslau (devenu Wrocław en Pologne), et exécuté le 9 avril 1945 au camp de concentration de Flossenbürg, en Bavière, est un pasteur luthérien, théologien, essayiste et résistant au nazisme, membre influent de l'Église confessante.
Dès le mois d'avril 1933, il prend publiquement position contre la persécution des Juifs et s'engage dans la lutte contre le paragraphe aryen, puis rejoint la résistance allemande. Il est interdit de parole en 1940 et d'écriture en 1941. En avril 1943, il est arrêté et, deux ans plus tard, sur ordre exprès d'Adolf Hitler, il est exécuté au moment même où s'effondre le régime nazi.
En tant que théologien indépendant, Bonhoeffer a souligné la présence du Christ au centre de la communauté mondiale des chrétiens, l'importance du Sermon sur la montagne et la nécessité d'accorder sa foi et son action. Dans ses Lettres de prison, il développe ses idées pour une orientation de l'Église vers l'extérieur, en solidarité avec les plus démunis, et pour une interprétation de la Bible qui ne se limite pas au domaine religieux.

## Biographie

### Enfance et jeunesse (1906-1923)
Dietrich Bonhoeffer est le sixième de huit enfants, né un peu avant sa sœur jumelle Sabine. Son père, Karl Bonhoeffer, est neurologue et psychiatre. Sa mère, née Paula von Hase, petite-fille du théologien protestant Karl von Hase et du peintre Stanislaus von Kalckreuth, est institutrice. Arvid et Falk Harnack, qui tous deux devaient également s'opposer au nazisme, sont ses cousins. Sa famille appartient à la bourgeoisie aisée. La mère de Dietrich Bonhoeffer assure l'éducation des enfants pendant leurs premières années et prend soin de les élever chrétiennement. La famille assiste rarement au culte[réf. nécessaire].
En 1912, la famille s'installe à Berlin où le père a accepté un appel à l'Université Humboldt. Selon les récits de sa sœur, Dietrich commence, vers la fin de la Première Guerre mondiale, à se poser des questions sur la mort et l'éternité, problèmes qui le tourmentent après la mort de son frère aîné, Walter, le deuxième enfant de la famille, tué au front en avril 1918, ce qui a accablé sa mère.
Encore élève, Dietrich Bonhoeffer lit les discours de Schleiermacher sur la religion, les lettres de Friedrich Naumann sur la religion, et il s'intéresse à l'histoire de l'Église. En classe terminale, il choisit l'hébreu comme matière à option, indiquant comme choix de carrière la théologie protestante. Sa famille s'en étonne mais le soutient dans son projet. En 1923, à 17 ans, il réussit son Abitur au Grunewald-Gymnasium de Berlin où il côtoie Marion Yorck von Wartenburg.

### Études et formation (1923-1930)
Dietrich Bonhoeffer commence à étudier la théologie à Tübingen, assistant en outre à des conférences de philosophie. Il rejoint la corporation universitaire Igel de Tübingen (die Akademische Verbindung Igel Tübingen).
Après un séjour à Rome pour ses études en 1924, Dietrich Bonhoeffer revient à Berlin. Il y découvre la théologie de Karl Barth qui compta, avec Adolf von Harnack, parmi ses maîtres. À l'âge de 21 ans, il obtient son diplôme summa cum laude en 1927 à Berlin, avec la thèse qu'il avait préparée pendant ses études : Sanctorum Communio (« La communion des saints »). Outre Barth, cette réflexion théologique et sociologique montre l'influence de Hegel, de Max Weber et d'Ernst Troeltsch. En janvier 1928, il passe son premier examen de théologie devant le Consistoire de la province ecclésiastique de Berlin-Brandebourg, appartenant à l'Église protestante de l'Union vieille-prussienne.
En 1928, il devient vicaire à l'Église protestante en Allemagne de Barcelone et, en 1929, assistant à l'Université de Berlin, où, à l'âge de 24 ans, il obtient son habilitation avec la thèse Akt und Sein sur la philosophie transcendantale et l'ontologie en théologie systématique. En 1930, il passe son deuxième examen de théologie. Il n'avait pas encore atteint l'âge minimal de 25 ans requis pour l'ordination.
Il passe une année comme boursier à l'Union Theological Seminary de New York. C'est là, dans les communautés religieuses de Harlem, qu'il apprend la pratique de son travail pastoral et constate lui-même les conséquences de la Grande Dépression qui frappait particulièrement les Afro-Américains et le monde rural. Son scepticisme sur la théologie américaine ne l'empêche pas d'être influencé par l'Évangile social. Ébranlé par les questions critiques des Américains comme par le pacifisme absolu de son camarade d'études Jean Lasserre, Bonhoeffer commence à s'interroger sur la question de la paix alors que, jusque-là, il était resté réservé sur les questions politiques.

### Résistance au nazisme

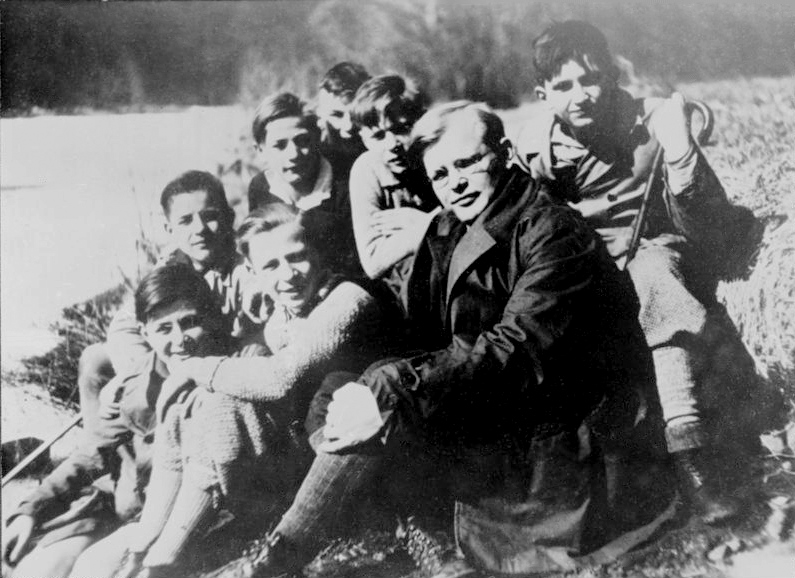
Dietrich Bonhoeffer en 1932 avec des écoliers.

À partir des années 1932-1933, Bonhoeffer s'éloigne de plus en plus de la carrière universitaire, se consacrant plutôt à son activité pastorale. Son parcours coïncide avec l'ascension d'Adolf Hitler et le succès du nazisme qui devient l'idéologie dominante en Allemagne. Bonhoeffer part alors pour Londres, où il est pasteur de 1933 à 1935. Après son retour en Allemagne, il rejoint l'Église confessante. Dans ce cadre, il s'oppose activement à l'idéologie nazie, car il voit en elle une menace pour les chrétiens, pour les Allemands et pour toute l'humanité. Ses prêches sont généralement pacifistes : il appelle les croyants à la résistance et alerte ses fidèles sur l'ampleur des menaces que le nazisme représente. Ainsi, dès 1934, lors d'une rencontre œcuménique de jeunes protestants au Danemark, il souligne la menace de guerre que représente le pouvoir d'Hitler et préconise l'objection de conscience. De même, le 5 novembre 1934, les Églises allemandes de Londres se détachent du gouvernement des Églises du Reich grâce à l'intervention de Bonhoeffer.
Ses prises de position ne sont pas longtemps ignorées du régime nazi et rapidement (en 1935) ses droits d'enseigner lui sont retirés. Il constitue alors dans la semi-clandestinité un séminaire, dans la localité de Finkenwalde (devenu Zdroje, un quartier de Stettin (devenu Szczecin)). Cette communauté est en complète opposition avec les dirigeants de l'Église luthérienne d'Allemagne, qui soutiennent en grande partie le régime hitlérien. Bonhoeffer ne désire pas seulement pouvoir citer librement les paroles de l'Évangile, mais il est également prêt à risquer sa vie en s'opposant à Hitler et en aidant les Juifs dans leur fuite. Il affirme ainsi que « l'Église n'est réellement Église, que quand elle existe pour ceux qui n'en font pas partie », et postule le « devoir inconditionnel de l'Église envers les victimes de tous les systèmes sociaux, même s'ils n'appartiennent pas à la communauté des chrétiens ».
Son organisation est dissoute par la Gestapo en 1937 mais il reprend son activité illégalement dans les environs de Koszalin ; elle se termine en 1940 par l'arrestation de plusieurs de ses participants. En 1938, il prend des contacts avec des officiers allemands opposés au nazisme, maintenant un contact permanent avec les Églises protestantes à l'étranger. Avant le déclenchement de la Seconde Guerre mondiale, durant le printemps 1939, il se rend en Angleterre, où il a un entretien avec l'évêque de Chichester George Bell, puis aux États-Unis, d'où il revient en 1940. Malgré l'interdiction qui lui est faite de publier, d'enseigner et de prêcher, il noue des contacts étroits avec l'amiral Wilhelm Canaris, chef de l'Abwehr (service de renseignements de l'état-major allemand). Grâce à lui, il obtient des papiers qui lui permettent dans une certaine mesure d'être protégé contre la Gestapo, ainsi que de se déplacer relativement facilement en Allemagne et à l'étranger. Durant l'un de ses voyages à Stockholm, il rencontre à nouveau George Bell, par l'intermédiaire duquel il transmet aux Britanniques des preuves de l'extermination des Juifs par les nazis; il lui demande également de l'aide (au nom du groupe de conspirateurs dont font partie entre autres le général Hans Oster et Ludwig Beck) pour éliminer Hitler. Les Britanniques prennent cependant ces demandes pour l'œuvre d'un agent provocateur et ne donnent pas suite.

### Arrestation

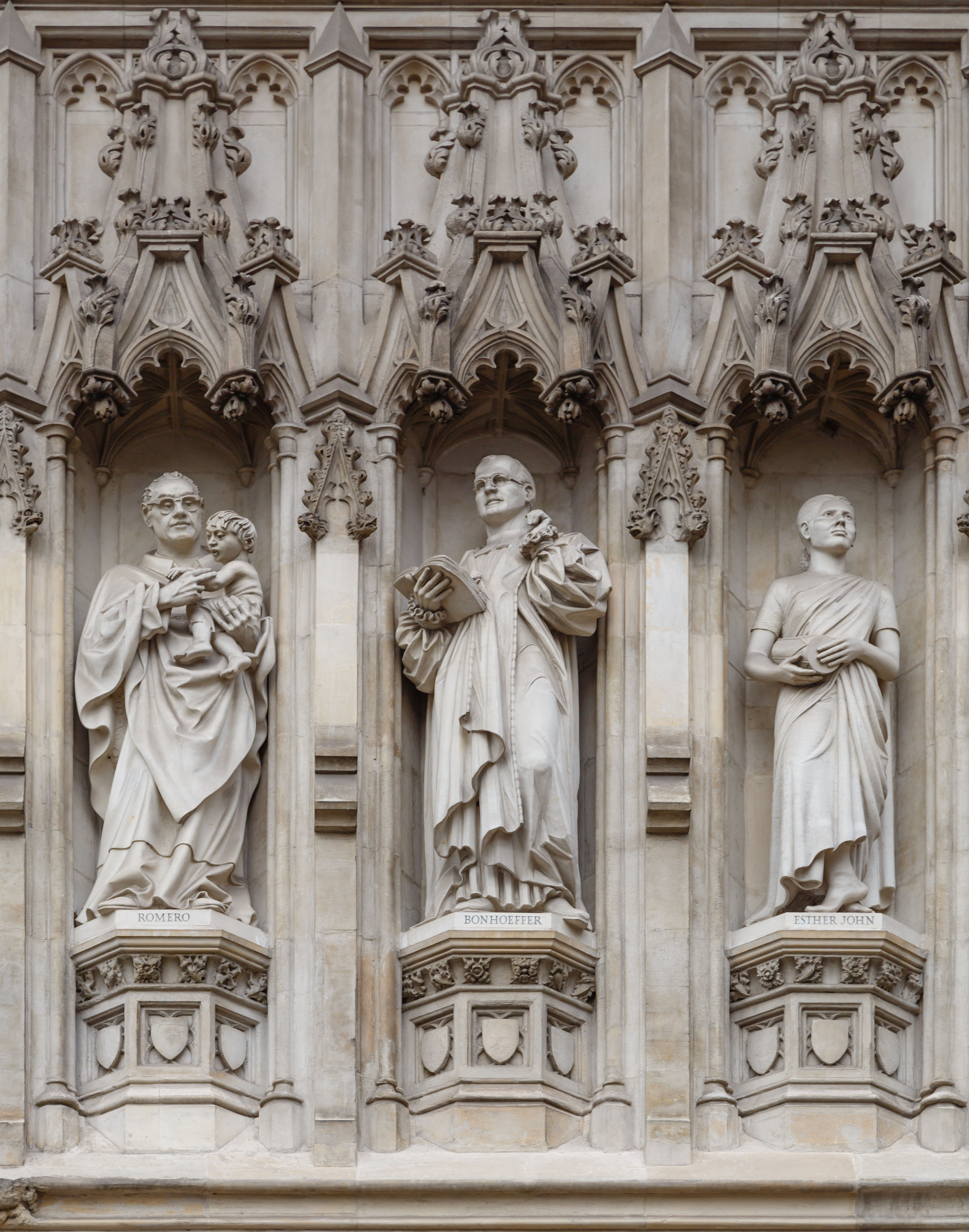
Dietrich Bonhoeffer (au centre) parmi les dix Martyrs de l'abbaye de Westminster.

En janvier 1943, il se fiance avec Maria von Wedemayer. Le 5 avril de la même année, il est arrêté sous l'inculpation de "démoralisation des troupes" (traduction sémantique de "Zersetzung der Wehrkraft" (ou "Wehrkraftzersetzung")), en l'absence de preuves concrètes de sa participation au complot contre Hitler. L'influence de Wilhelm Canaris n'est pas suffisante pour permettre sa libération mais permet toutefois son transfert des prisons de la Gestapo vers une prison relativement moins sévère à Berlin, où il peut écrire de nombreux textes, recueillis après guerre dans l'ouvrage intitulé Widerstand und Ergebung (« Résistance et soumission »).  
Dietrich Bonhoeffer n'accepte pas la possibilité d'évasion qui lui est proposée et, après l'attentat du 20 juillet 1944 contre Hitler et la découverte des conjurés (parmi lesquels Wilhelm Canaris et ses collaborateurs ainsi que Dietrich Bonhoeffer lui-même), il est à nouveau transféré en octobre 1944 dans les prisons de la Gestapo, puis déporté au camp de concentration de Buchenwald. Même à l'approche de la défaite finale, Hitler ne l'oublie pas : le 9 avril 1945, Dietrich Bonhoeffer ainsi que l'amiral Canaris et le général Oster sont conduits devant la cour martiale, jugés coupables et condamnés à la pendaison dans le camp de concentration de Flossenbürg. 
Dietrich Bonhoeffer est pendu à l'aube du 9 avril 1945. 
D'autre part, son beau-frère Hans von Dohnányi est également exécuté le 8 avril 1945 dans l'enceinte du camp de Sachsenhausen. Le 23 avril 1945, c'est au tour de Klaus Bonhoeffer, de Rüdiger Schleicher, de Friedrich Justus Perels de subir le même sort à Berlin en compagnie d'autres détenus.

### Postérité

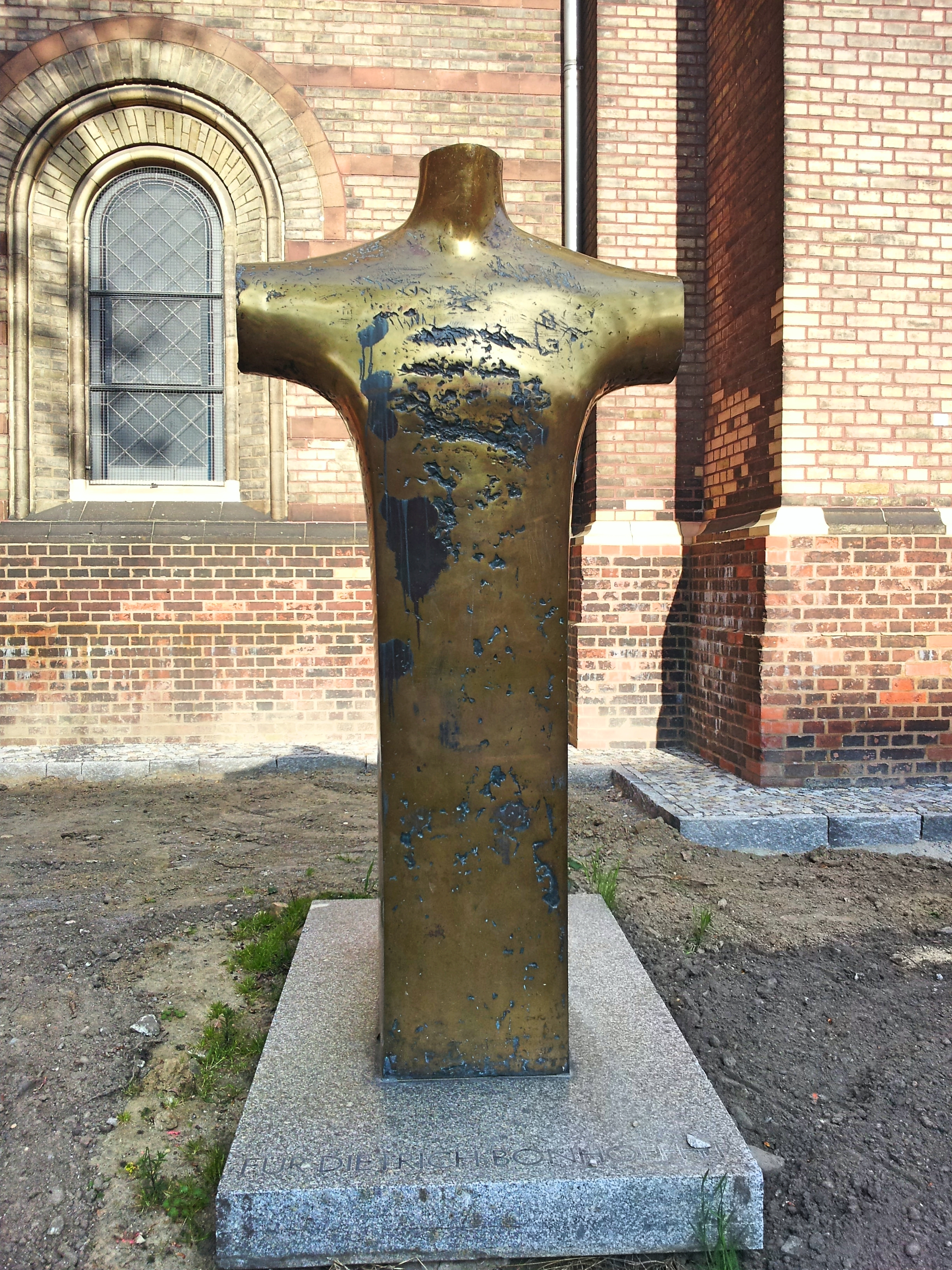
Karl Biedermann, Monument pour Dietrich Bonhoeffer devant l'église de Sion (Berlin).

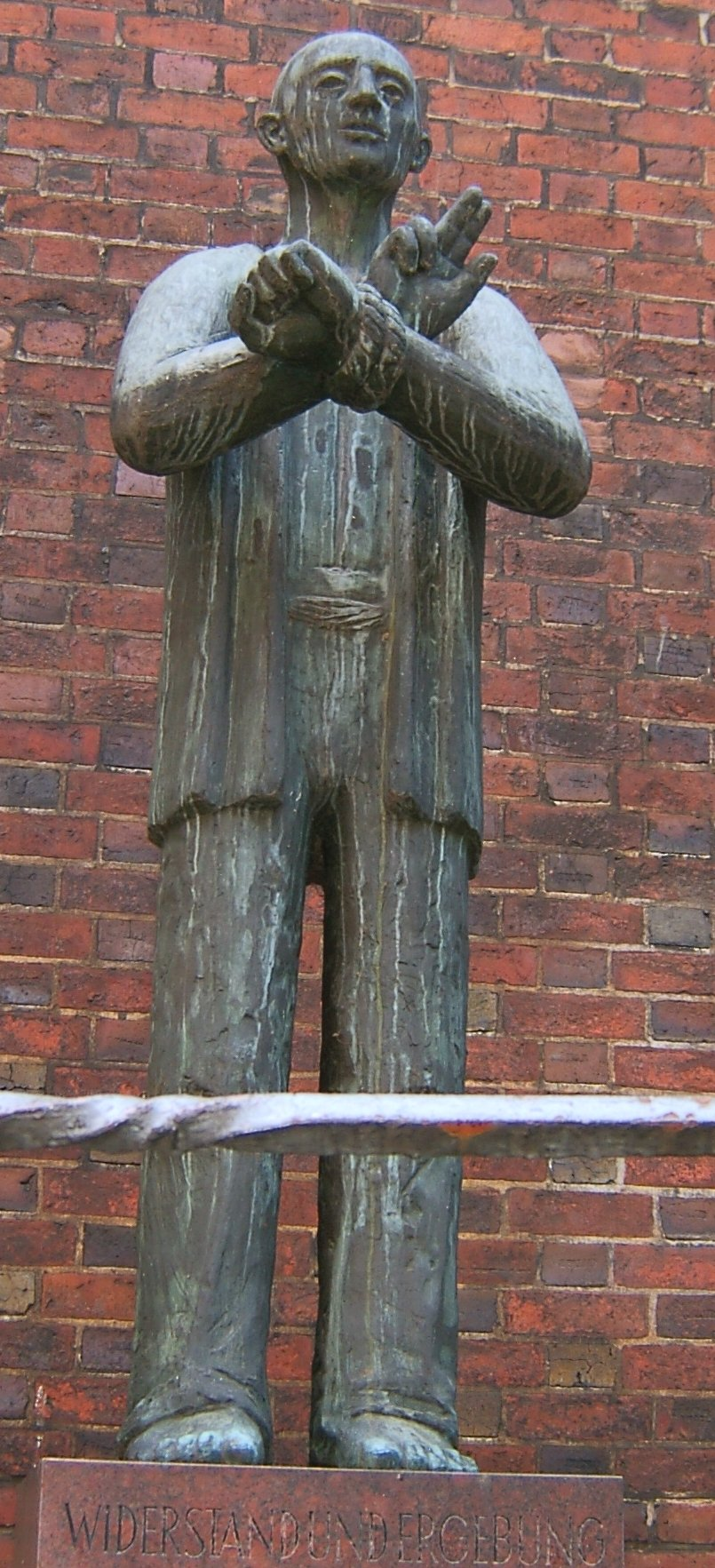
Statue de Bonhoeffer à Hambourg.

Les pensées de Dietrich Bonhoeffer et ses réflexions sur le « christianisme sans religiosité », qu'accentue encore son martyre, eurent un impact prépondérant sur la théologie protestante d'après-guerre au Royaume-Uni et aux États-Unis. Bonhoeffer a également fait l'objet de thèses et d'ouvrages chez des théologiens protestants comme André Dumas ou catholiques, parmi lesquels Italo Mancini et Gerhard Ludwig Müller, ancien préfet de la Congrégation pour la doctrine de la foi.
Dietrich Bonhoeffer fait partie des dix Martyrs de l'abbaye de Westminster et est représenté parmi les martyrs de la cathédrale anglicane de St Albans.

## Œuvres
Une grande partie des œuvres publiées de Bonhoeffer a été compilée après sa mort à partir de divers documents. La nouvelle édition (DBW) permet un accès étendu à ces sources et à leur origine.
En français
- Lettres de fiançailles à Maria von Wedemeyer, Labor et Fides,  (ISBN 978-2-8309-0898-5)
- De la vie communautaire, suivi du Livre de prières de la Bible, Labor et Fides,  (ISBN 978-2-8309-1231-9)
- Éthique, Labor et Fides,  (ISBN 978-2-8309-0126-9)
- La Nature de l'Église, Labor et Fides,  (ISBN 978-2-8309-0365-2)
- La Parole de la prédication, Labor et Fides,  (ISBN 978-2-8309-1069-8)
- Vivre en disciple : Le prix de la grâce, Labor et Fides,  (ISBN 978-2-8309-1344-6)
- Résistance et soumission (Lettres et notes de captivité), Labor et Fides,  (ISBN 978-2-8309-1198-5)
- Tentation  , Labor et Fides, 1953, 1961, 1968, traduction Émile Marion

En allemand et en anglais
- Liste des œuvres de Dietrich Bonhoeffer dans le catalogue en ligne de la Bibliothèque nationale allemande (Deutsche Nationalbibliothek)
- Dietrich Bonhoeffer English page
- Dietrich Bonhoeffer Werke, 17 vol. et 2 vol. de compléments ; édités par Eberhard Bethge et al.; Kaiser, Gütersloh 1986–1999
Cette édition critique doit servir de base à tous les travaux sur Bonhoeffer.
- Sanctorum Communio (Dissertation), 1927,  (ISBN 3-579-01871-X)
- Akt und Sein. Transzendentalphilosophie und Ontologie in der systematischen Theologie (Mémoire d'habilitation), 1930,  (ISBN 3-579-01872-8)
- Nachfolge, 1937,  (ISBN 3-579-01874-4); TB,  (ISBN 3-579-00455-7)
- Ethik, 1949,  (ISBN 3-579-01876-0); TB,  (ISBN 3-579-05161-X)
- Beten und Tun des Gerechten. Glaube und Verantwortung im Widerstand,  (ISBN 3-7655-1107-2)
- Schöpfung und Fall. Theologische Auslegung von Genesis 1–3. Evangelischer Verlag A. Lempp, München 1937.
- Schöpfung und Fall. Versuchung; Kaiser, Munich 1968,  (ISBN 3-579-01873-6)
- Die Weisheit Gottes – Jesus Christus; édité par Manfred Weber; Gütersloh: Kiefel, 1998,  (ISBN 3-579-05606-9)
- Gemeinsames Leben, 1939,  (ISBN 3-579-01875-2); TB,  (ISBN 3-579-00452-2)
- Widerstand und Ergebung. Briefe und Aufzeichnungen aus der Haft; édité par von Eberhard Bethge; 
Gesammelte Werke Bd. 8; Kaiser, Gütersloh 1998,  (ISBN 3-579-01878-7); 
Auswahl als Taschenbuchausgabe: Gütersloher Taschenbücher 457; Gütersloher Verlags-Haus, Gütersloh 172002,  (ISBN 3-579-00457-3)
- Brautbriefe Zelle 92. Dietrich Bonhoeffer – Maria von Wedemeyer 1943–1945; Beck, Munich 2006,  (ISBN 3-406-54440-1)
- Das Gebetbuch der Bibel. Eine Einführung in die Psalmen; Neuhausen-Stuttgart: Hänssler, 101980,  (ISBN 3-7751-0343-0).- D'abord comme numéro 8 de la série „Hinein in die Schrift“ chez MBK-Verlag, Bad Salzuflen, 1940.
- Fragmente aus Tegel: Drama und Roman; Chr. Kaiser Verlag, Munich 1978,  (ISBN 3-459-01164-5)
- Schweizer Korrespondenz 1941/42. Im Gespräch mit Karl Barth; Munich: Kaiser, 1982,  (ISBN 3-459-01465-2)
- Christologie; München: Kaiser, 1981,  (ISBN 3-459-01351-6)
- Versuchung; étudié et édité par Eberhard Bethge; Munich: Kaiser 31956
- Die Antwort auf unsere Fragen. Gedanken zur Bibel; 9e édition, Gütersloher Verlagshaus, Gütersloh 2005,  (ISBN 978-3-579-02272-7)

## Dans les arts et la culture populaire
- 2024 : L'Espion de Dieu réalisé par Todd Komarnicki.